# Rebel in Town
Rebel in Town é um filme de faroeste estadunidense de 1956, dirigido por Alfred L. Werker e estrelado por John Payne, Ruth Roman, J. Carrol Naish e Ben Cooper.

## Elenco
- John Payne como John Willoughby
- Ruth Roman como Nora Willoughby
- J. Carrol Naish como Bedloe Mason
- Ben Cooper como Gray Mason
- John Smith como Wesley Mason
- Ben Johnson como Frank Mason
- Sterling Franck como Cain Mason
- Bobby Clark como Peter Willoughby
- Mimi Gibson como Lisbeth Ackstadt
- Mary Adams como vovó Ackstadt
- James Griffith como Adam Russell
- Joel Ashley como Doutor

## Recepção
Paul Mavis, do DVD Talk, avaliou-o com 3,5/5 estrelas e chamou-o de "um western-B eficiente e surpreendentemente ágil, com muita coisa acontecendo sob a superfície".
O TV Guide avaliou-o com 3/4 estrelas e chamou-o de "um filme bem roteirizado, produzido e atuado".